# Casernes de Hyde Park
Les Casernes de Hyde Park de Sydney (Austràlia) són un espai de memòria que forma part de la xarxa "Historic Houses Trust" que agrupa diversos edificis històrics de l'estat australià de Nova Gal·les del Sud. L'edifici de les casernes, construït el 1819, té una història lligada a les diverses onades migratòries que van arribar a Austràlia des del segle xix. Actualment les Casernes de Hyde Park són un museu que mostra la història de l'espai relacionada amb la immigració.

## Història
En un inici, les casernes foren destinades a acollir els convictes britànics que s'enviaven a Austràlia; posteriorment van ser el punt d'arribada dels grups de dones joves que arribaren d'Europa per a colonitzar el país; més tard van servir d'asil per a dones grans i desvalgudes; i finalment es convertiren en seu del tribunal i en oficines del govern de Nova Gal·les del Sud. Actualment les Casernes de Hyde Park són un museu que mostra la història de l'espai relacionada amb la immigració.
Des que el 1770 el capità James Cook de l'armada britànica va desembarcar a les costes australianes, onades de migrants van arribar a aquesta illa habitada per aborígens des de 40.000 anys abans. Inicialment s'hi instal·laren presons per a convictes britànics i hi anaren colons per explotar els recursos naturals de la zona. Es poden traçar quatre grans moments migratoris cap a Austràlia: les grans campanyes dels cercadors d'or de meitat del segle xix, les migracions d'inici del segle xx, l'arribada d'europeus després de la Segona Guerra Mundial, i la immigració política i econòmica de persones d'arreu del món des de la dècada del 1970 fins avui.